# هيروشي فوكوشيما
هيروشي فوكوشيما (باليابانية: 福嶋 洋) (مواليد 14 يوليو 1982)، هو لاعب كرة قدم ياباني سابق كان يلعب كمهاجم.

## وصلات خارجية
- هيروشي فوكوشيما على موقع رابطة كرة القدم اليابانية للمحترفين (اليابانية)